# Catedral de Speyer
A Catedral de Speyer (em alemão: Dom van Speyer, em espanhol: Catedral de Spira, em português: Catedral de Espira e em francês: Cathédrale de Spire), está localizada na cidade de Speyer, no estado da Renânia-Palatinado, Alemanha. A basílica é consagrada à Virgem Maria, erguida na arquitetura românica, é o mais importante monumento da cidade e um dos maiores templos românicos do mundo ainda com seu estilo original, apesar de ter sido destruída e profanada em sua história e ter recuperado suas características somente no século XX. Foi tombado pela UNESCO como Patrimônio Mundial em 1981.
A catedral foi construída por ordem de Conrado II, Sacro Imperador Romano-Germânico entre 1030 e 1061 para ser seu túmulo. Mais tarde serviu como jazigo de mais sete reis e imperadores germânicos, além de outros nobres e bispos. Com o tempo a localização de muitas das tumbas foi perdida, mas um projeto de restauro levado a cabo em 1900 as encontrou, abriu e parte de seus relictos hoje são expostos no Museu Histórico do Palatinado, próximo à catedral.
A catedral sofreu várias agressões ao longo do tempo, culminando com um ataque de soldados franceses que a incendiaram em 1689. Restaurada entre 1772 e 1784, com alguns acréscimos na fachada e interior, foi novamente profanada em 1794. Outra vez restaurada entre 1846 e 1853, recebeu uma nova decoração de afrescos. Uma restauração ocorrida entre 1957 e 1971 removeu a maior parte dos acréscimos posteriores góticos, barrocos e românticos, devolvendo-lhe seu aspecto primitivo, que a torna um dos mais puros exemplos de seu tipo ainda existentes. Seu desenho foi influente na definição de toda uma corrente arquitetônica ao longo dos séculos XI e XII.

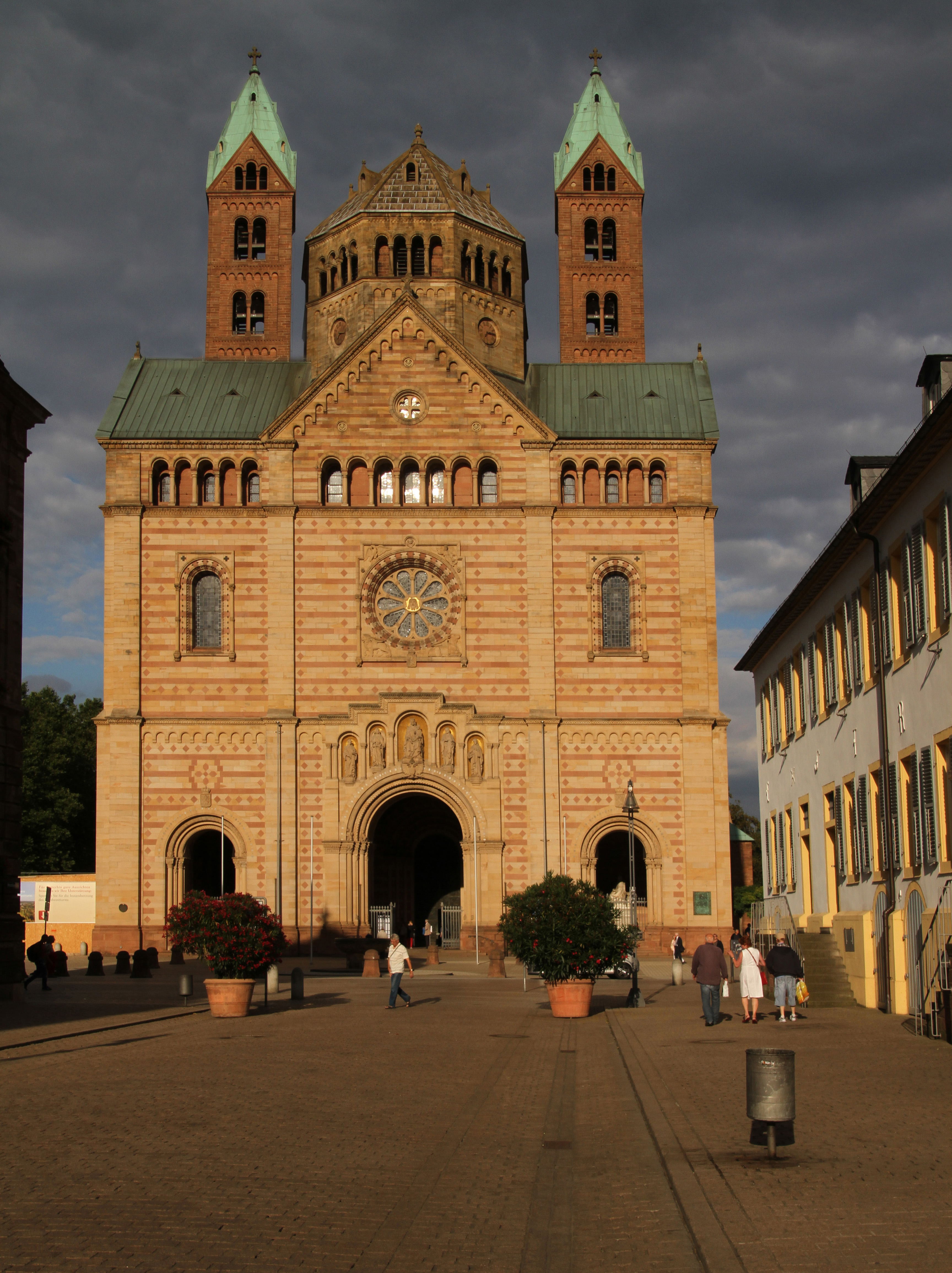
Fachada oeste
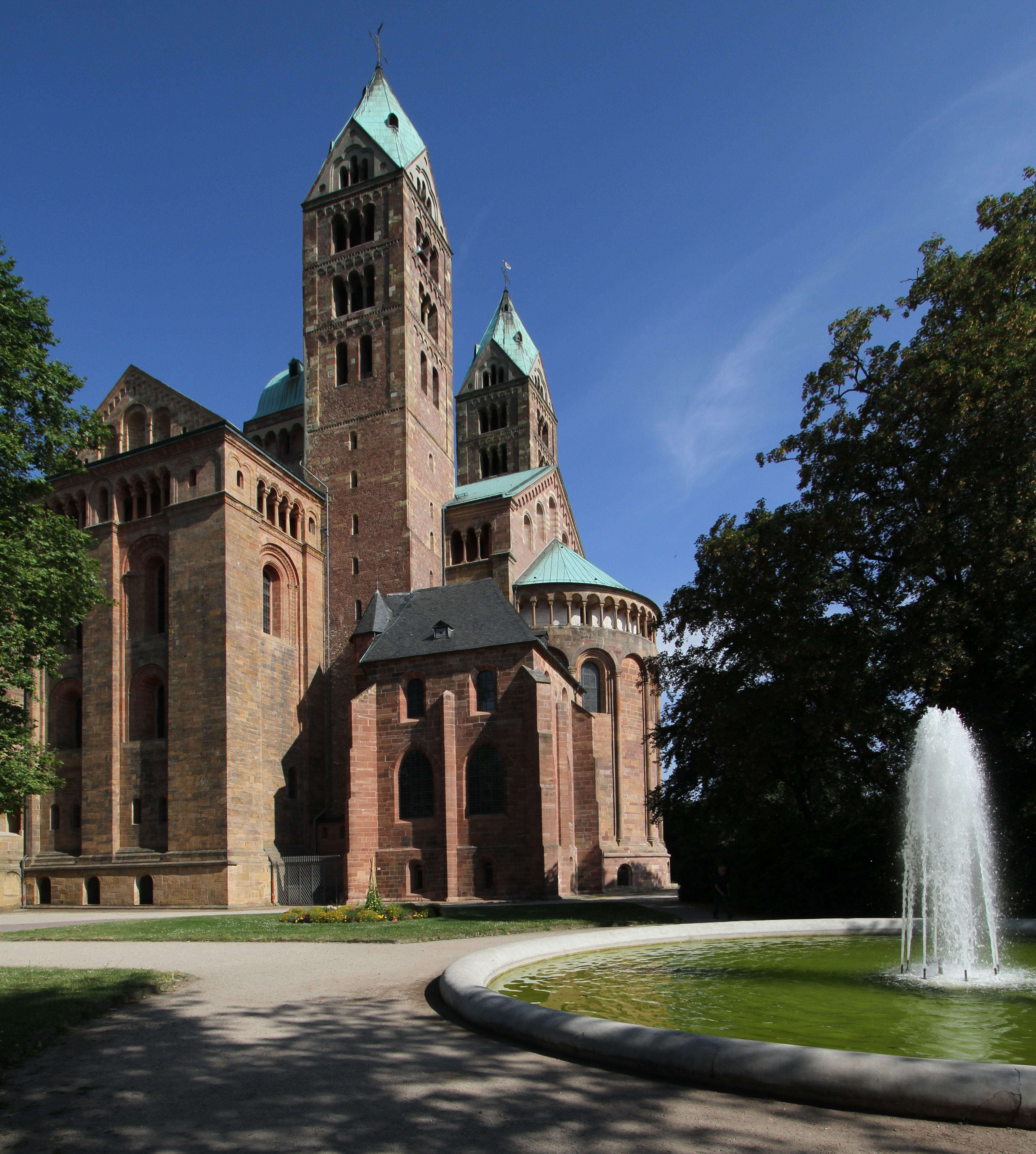
Vista do sudeste
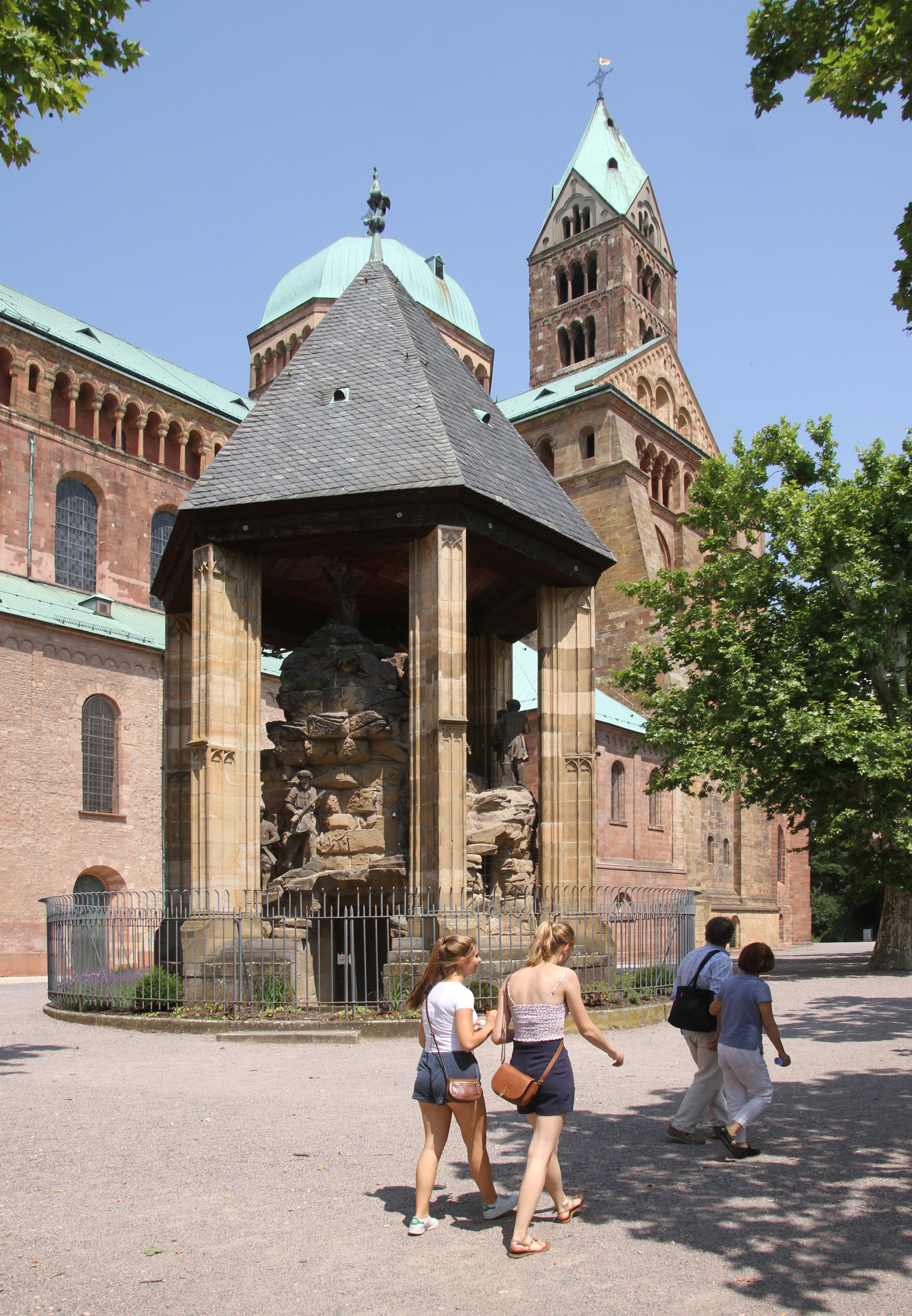
Para o sudeste com o Monte das Oliveiras
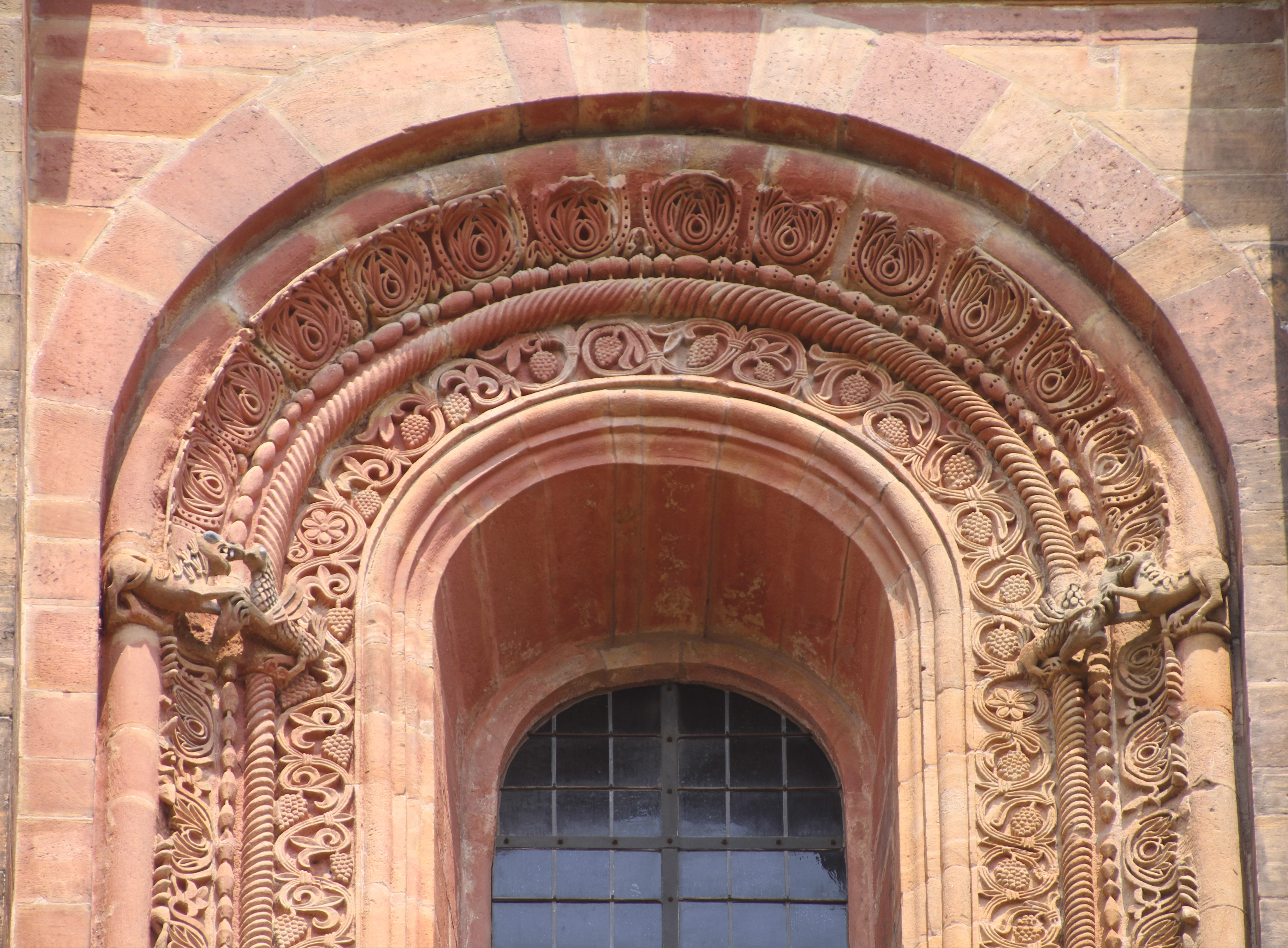
Janela no transepto do sul
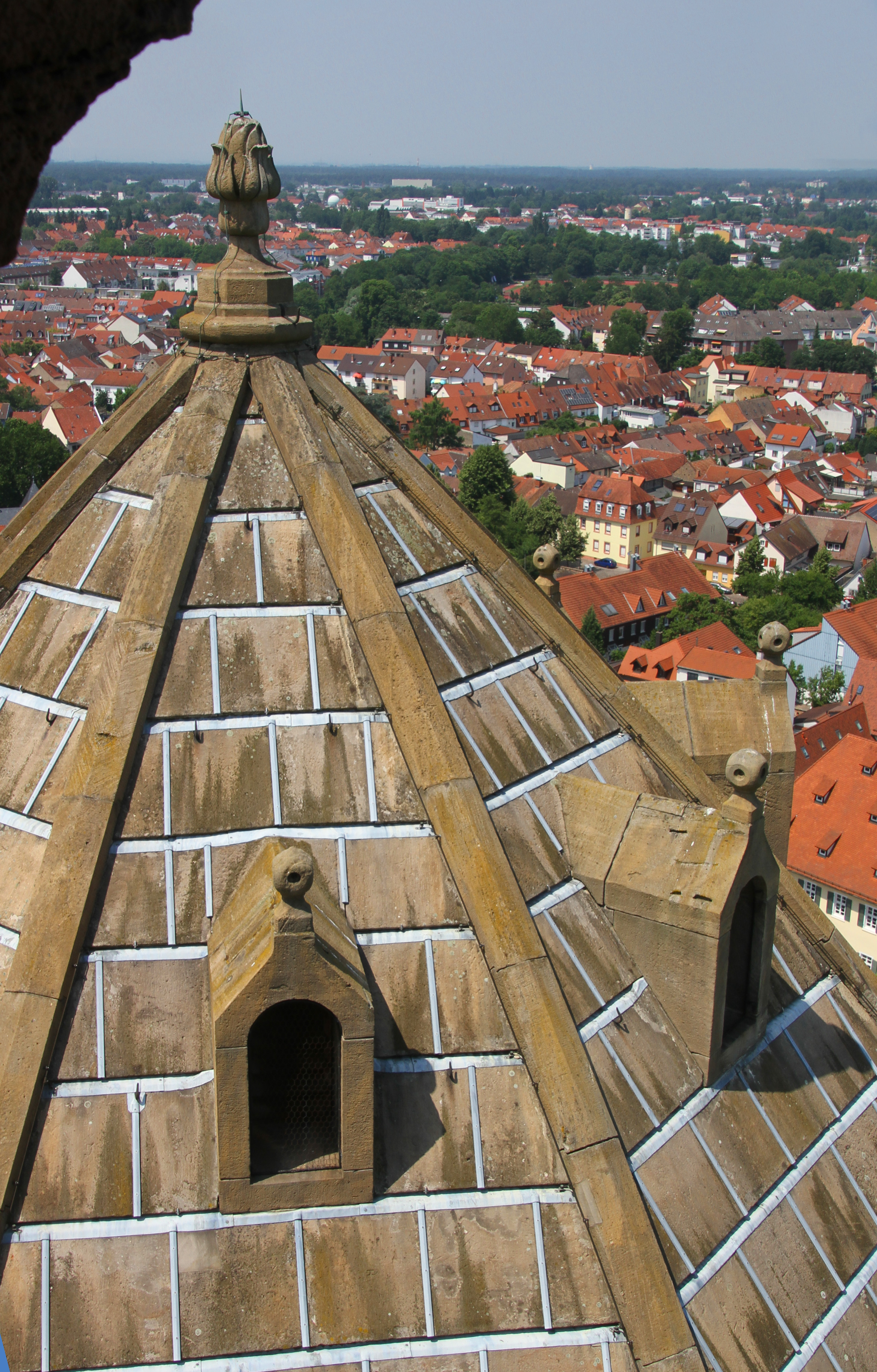
Torre de cruzamento oeste
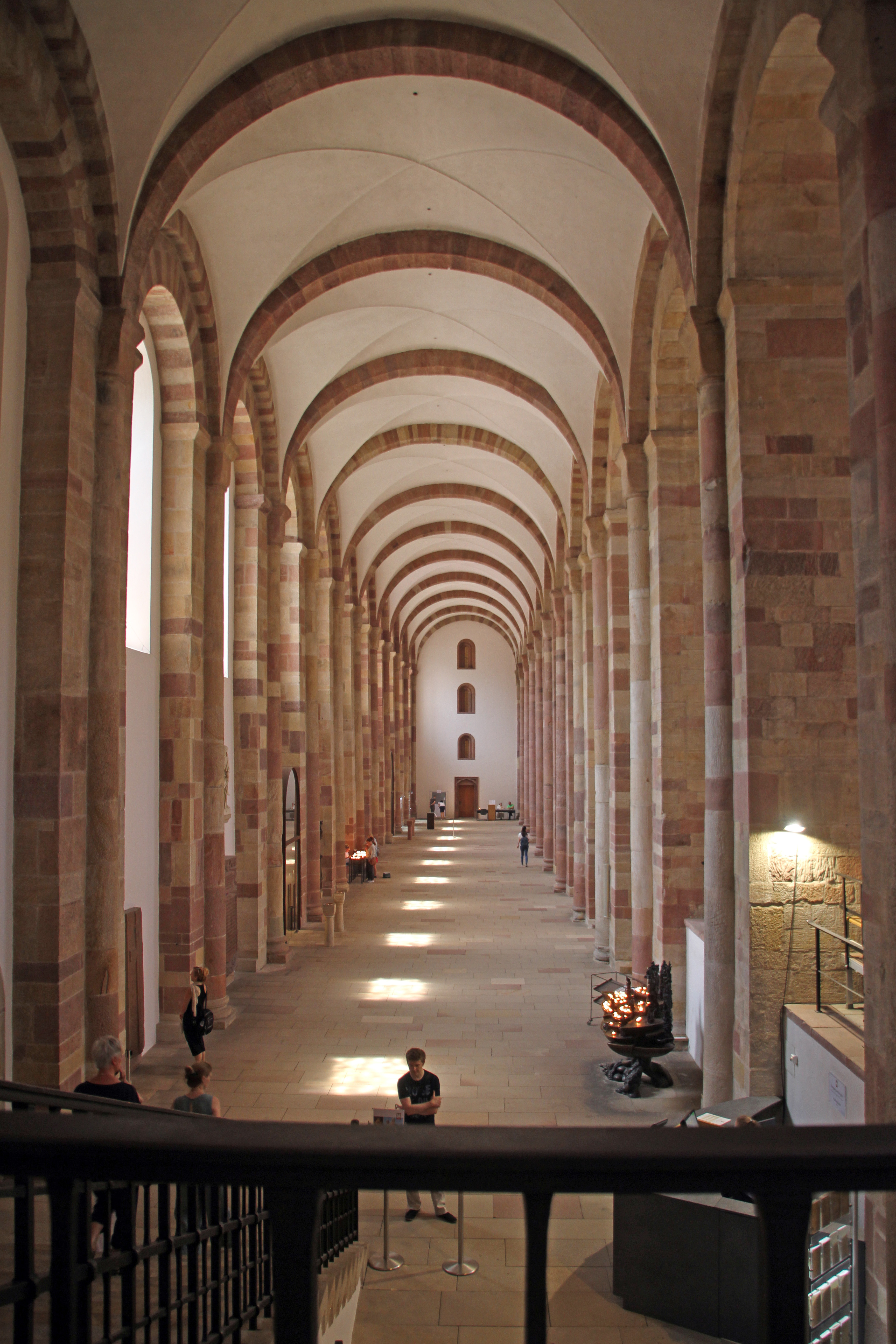
Corredor do sul
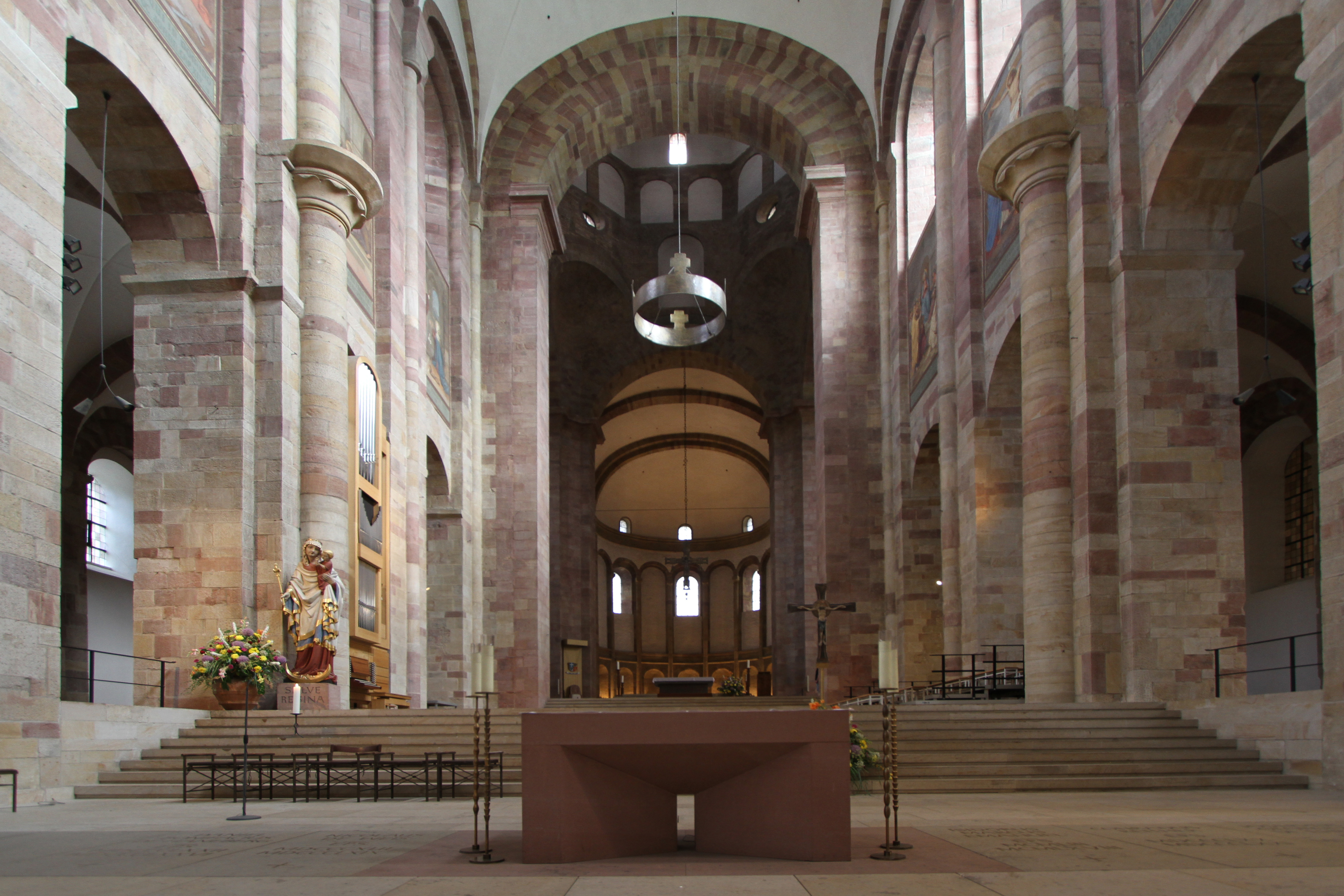
Coro
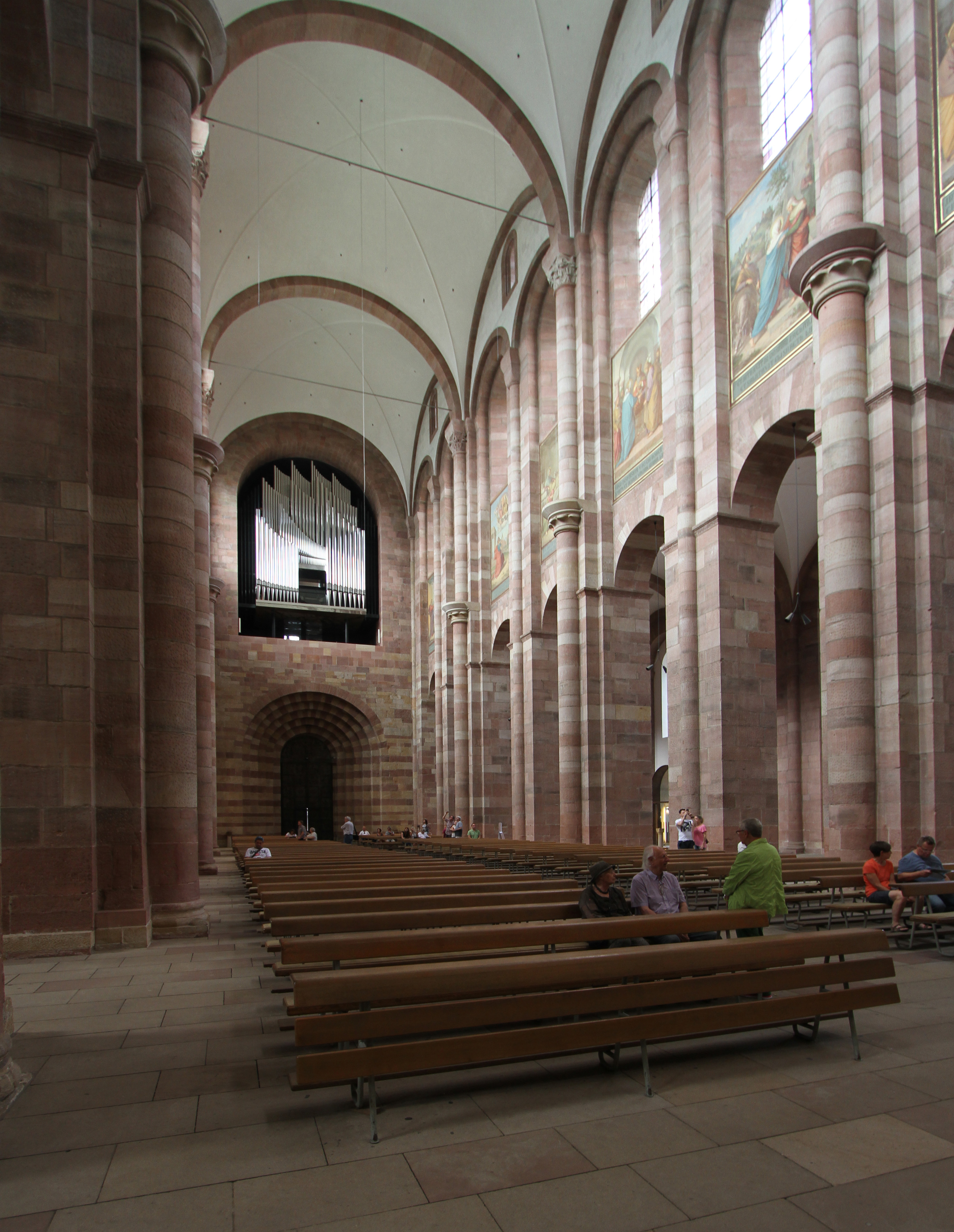
Para o órgão